# Jimmy Liggins
Jimmy Liggins (* 14. Oktober 1922 in Newby, Oklahoma; † 18. Juli 1983 in Durham, North Carolina) war ein US-amerikanischer R&B-Gitarrist, Sänger, Bandleader, und Musikproduzent.

## Leben und Wirken
Die Liggins-Familie zog nach San Diego, als Jimmy ungefähr neun Jahre alt war und sein älterer Bruder Joe 15. Als dieser 1944 mit „Honeydripper“ einen Hit hatte, folgte er ihm nicht sogleich ins Musikgeschäft, sondern war eine Weile Discjockey, dann kurz professioneller Boxer; schließlich war er ein Jahr als Joes Fahrer auf den Tourneen der Band tätig. Nach dem Erfolg seines Bruders Joe begann auch Jimmy Liggins eine Musikerkarriere. Er schrieb Songs und gründete 1946 seine eigene Band. 1947 machte er mit seiner Band Drops of Joy erste Aufnahmen auf Specialty Records. Eine seiner ersten Platten, „Cadillac Boogie“, war ein direkter Vorläufer von Rocket "88", das häufig als erste Rock-’n’-Roll-Aufnahme genannt wird. Jimmy Liggins’ Drop of Joy Orchestra nahm für Specialty von 1947 bis 1952 einige Nummern auf, die erfolgreich in den Billboard Top 10 R&B-Charts waren. Stücke wie „Tear Drop Blues“, „Don't Put Me Down“ und „Drunk“ mit so bekannten Saxophonisten wie Charlie Ferguson, Maxwell Davis und Harold Land machten Liggins zu einem der erfolgreichsten Bandleader des Jump Blues der späten 1940er und frühen 1950er. Er tourte mit seiner Band durch die Südstaaten der USA, wo seine Mischung aus Blues und rockigem Boogie – im Unterschied zu der eher urbanen Musik seines Bruders Joe – sehr populär war und viele Musiker der Nachkriegsgeneration des südlichen Blues und R&B beeinflussten.
Im April 1949 wurde er versehentlich bei einem Engagement in Jackson (Mississippi) angeschossen. Nach seiner Genesung hatte er ein Comeback mit Songs wie „Saturday Night Boogie Woogie Man“, „Shuffle Shuck“ und seinem letzten größerer Hit „I Ain't Drunk“, der später von Albert Collins neu eingespielt wurde – erschien im gleichen Jahr auf Aladdin Records und stieg Ende 1952 auf #4 der Billboard Charts. 1954 verließ Liggins Specialty Records und nahm noch einige Stücke für Aladdin auf, bevor er die nationale Musikszene verließ. 1958 gründete er sein eigenes Label Duplex und veröffentlichte darauf in den nächsten 20 Jahren einige Singles, wobei er seine Hauptquartier zunächst in Los Angeles, dann in San Diego, El Dorado in Arkansas, Tennessee und dann in Madison (Florida) hatte, bevor er sich Mitte der 70er in Durham (North Carolina) niederließ. Dort betrieb er einen Plattenladen, ein Studio und war als Veranstalter eines Nachtclubs aktiv. Als das schwedische Label Route 66 1981 eine Kompilation von Liggins’ Aufnahmen der Jahre 1947–52 veröffentlichte, diente sein Duplex Label als Vertrieb für den Südosten der USA. 1993 wurde Liggins – wie sein Bruder Joe im Jahr zuvor – in die Oklahoma Jazz Hall of Fame aufgenommen.